# The Singles (Bikini Kill)
The Singles is het tweede verzamelalbum van de Amerikaanse punkband Bikini Kill. Het album werd uitgegeven op cd op 23 juni 1998 door het platenlabel Kill Rock Stars en bevat drie eerder uitgegeven singles van de band: "New Radio" (tracks 1-3), "The Anti-Pleasure Dissertation" (tracks 4-7) en "I Like Fucking" (tracks 8-9). De eerste single is geproduceerd door Joan Jett, die ook als gastmuzikant te horen is.
Op 17 juli 2012 gaf de band een officiële muziekdownload onder eigen beheer uit via Bandcamp. In 2018 werd het album heruitgegeven via het platenlabel Bikini Kill Records, ditmaal op cd en voor de eerste keer ook als 12-inch.

## Nummers
1. "New Radio" - 1:33
2. "Rebel Girl" - 2:37
3. "Demirep" - 2:47
4. "In Accordance to Natural Law" - 0:28
5. "Strawberry Julius" - 2:17
6. "Anti-Pleasure Dissertation" - 2:29
7. "Rah! Rah! Replica" - 0:58
8. "I Like Fucking" - 2:16
9. "I Hate Danger" - 1:58

## Muzikanten
Band
- Kathleen Hanna - zang (tracks 1-3 en 5-8), basgitaar (tracks 4 en 9), achtergrondzang (track 9)
- Kathi Wilcox - basgitaar (tracks 1-3 en 5-8), drums (tracks 4 en 9), achtergrondzang (tracks 1-3, 7 en 9)
- Tobi Vail - drums (tracks 1-3 en 5-8), zang (tracks 4 en 9), achtergrondzang (tracks 1-3 en 7)
- Billy Karren - gitaar

Gastmuzikanten
- Joan Jett (tracks 1-3) - gitaar, zang, achtergrondzang